# Susanna Ceccardi
Susanna Ceccardi (ur. 19 marca 1987 w Pizie) – włoska samorządowiec i polityk, burmistrz Casciny, posłanka do Parlamentu Europejskiego IX i X kadencji.

## Życiorys
Po ukończeniu szkoły średniej studiowała prawo na Uniwersytecie w Pizie. Zaangażowała się w działalność polityczną w ramach Ligi Północnej. Uzyskała mandat radnej Casciny, w 2014 została regularnym gościem politycznego talk-show Announo w telewizji LA7. Od 2015 pracowała jako sekretarz rzecznika prasowego rady regionalnej Toskanii. W 2016 wygrała wybory na urząd burmistrza Casciny. W 2018 została także doradczynią wicepremiera Mattea Salviniego oraz komisarzem Ligi Północnej w Toskanii.
W wyborach w 2019 uzyskała mandat eurodeputowanej IX kadencji. W 2024 utrzymała go na kolejną kadencję (gdy Roberto Vannacci zdecydował się objąć mandat z innego okręgu).